# Szojuz MSZ–05
A Szojuz MSZ–05 továbbfejlesztett Szojuz, amely egy orosz háromszemélyes szállító/mentőűrhajó, második űrrepülése 2017-ben volt a Nemzetközi Űrállomáshoz. Ez a Szojuz típus 134. repülése 1967-es első startja óta. A Szojuz MSZ–05 az orosz parancsnok mellett egy olasz és egy amerikai űrhajóssal a fedélzetén indult a kazahsztáni Bajkonuri űrrepülőtérről a Nemzetközi Űrállomásra (ISS). Ott a három új űrhajós csatlakozott az űrállomás három főből álló személyzetéhez, immár az 52. állandó legénység tagjaiként.

## Küldetés

### Indítás
A küldetés startja  2017. július 28-án volt. Ezt követően a Szojuz MSZ–05 sikeresen csatlakozott a Nemzetközi Űrállomáshoz.

### Visszatérés
Az űrhajó tervezett visszatérése a Földre 2017. október végén várható.

## Személyzet
| pozíció            | űrhajós                                                       |
| ------------------ | ------------------------------------------------------------- |
| parancsnok         | Szergej Rjazanszkij, RKA 52. alaplegénység második űrrepülése |
| fedélzeti mérnök 1 | Paolo Nespoli, ESA 52. alaplegénység harmadik űrrepülése      |
| fedélzeti mérnök 2 | Randy Bresnik, NASA 52. alaplegénység második űrrepülése      |

### Tartalék személyzet
| pozíció            | űrhajós                   |
| ------------------ | ------------------------- |
| parancsnok         | Alekszandr Miszurkin, RKA |
| fedélzeti mérnök 1 | Mark T. Vande Hei, NASA   |
| fedélzeti mérnök 2 | Kanaj Norisige, JAXA      |